# 황포돛대
"황포 돛대"(황포돛대)는 한국에서 제작된 강찬우 감독의 1966년 영화이다. 김진규 등이 주연으로 출연하였고 최동권 등이 제작에 참여하였다.

## 출연

### 주연
- 김진규
- 이경희
- 태현실
- 김운하

## 기타
- 조명: 서병수
- 미술: 홍성칠